# Neprůchodnost břišní
Neprůchodnost břišní (odborně ileus) je jedna z příčin náhlé břišní příhody charakteristická poruchou průchodnosti střeva. U člověka je charakteristická bolestí břicha, zvracením a zástavou odchodu plynů a stolice.
Podle příčin ileus můžeme dělit na mechanický, funkční, smíšený a cévní. Mechanický ileus je buď obstrukční – překážka ve střevě bránící průchodu střevem, nebo strangulační, jenž je charakterizován uskřinutím cévního zásobení střeva a následnou nekrózou. Funkční ileus (též někdy označován neurogenní) je charakteristický postižením nervových pletení střeva. Cévní ileus pak trombózou nebo embolii.
Ileus je diagnostikován pomocí odebrání anamnézy, fyzikálního vyšetření a zobrazovacími metodami – obzvláště pak rentgenovým vyšetřením ve stoji a CT.